# Alagón del Río
Alagón del Río è un comune spagnolo di 871 abitanti situato nella comunità autonoma dell'Estremadura. Il comune è stato creato il 3 luglio 2009 staccandosi da Galisteo.